# Урожай (клуб по хоккею с мячом, Перово)
«Урожай» — клуб по хоккею с мячом из города Перова (ныне одноимённый район Москвы), существовавший с 1947 по 1960 год.

## История
Команда была создана при Перовском механическом заводе Минсельхоза СССР и представляла ДСО «Урожай». 
В высшем дивизионе клуб сыграл 80 игр (42 победы, 14 ничьих, 24 поражения, мячи 208:165). Лучший результат команды — четвёртое место чемпионата СССР в сезоне 1959/1960. Во втором дивизионе «Урожай» играл в 1954—1956 годах (20 побед, 3 ничьи, 6 поражений, мячи 103:35). В Кубке СССР принимал участие лишь два раза: в 1953 и 1954 годах (2 поражения, мячи 0:7). Большинство игроков сборной Московской области, которая стала бронзовым призёром Всесоюзной Спартакиады народов РСФСР в 1958 году, представляло перовскую команду. За «Урожай» в сезонах 1957/58 и 1958/59 играл ставший позже известным игроком в хоккей с шайбой Игорь Ромишевский.
После того, как Перово стало частью Москвы 18 августа 1960 года, «Урожай» был передан в ведение облсовета «Спартака» и перебазирован в Ногинск.

## Достижения
Чемпионат РСФСР
- Чемпион (2): 1953, 1956
- Серебряный призёр (1): 1955
- Бронзовый призёр (1): 1952

Чемпионат СССР. Класс «Б»
- Чемпион (1): 1956

Чемпионат ДСО «Урожай»
- Чемпион (5): 1957, 1959, 1961, 1964, 1965

## Последний состав
Состав команды на сезон 1959/1960.
| Игрок            | Страна                                    | Позиция                | Дата рождения    |
| ---------------- | ----------------------------------------- | ---------------------- | ---------------- |
| Евгений Климанов | Союз Советских Социалистических Республик | Вратарь                | 6 сентября 1924  |
| Борис Жидовленко | Союз Советских Социалистических Республик | Вратарь                | 21 декабря 1930  |
| Виктор Ерёмичев  | Союз Советских Социалистических Республик | Защитник               | 15 октября 1931  |
| Юрий Голубёнков  | Союз Советских Социалистических Республик | Защитник               | 1931             |
| Николай Худолеев | Союз Советских Социалистических Республик | Защитник               | 26 июля 1929     |
| Виктор Аносов    | Союз Советских Социалистических Республик | Полузащитник, защитник | 26 сентября 1940 |
| Олег Биктогиров  | Союз Советских Социалистических Республик | Полузащитник, защитник | 30 марта 1938    |
| Евгений Арутинов | Союз Советских Социалистических Республик | Полузащитник           | 31 января 1937   |
| Геннадий Андреев | Союз Советских Социалистических Республик | Полузащитник           | 3 ноября 1932    |
| Булат Сатдыков   | Союз Советских Социалистических Республик | Нападающий             | 2 июня 1932      |
| Владимир Голиков | Союз Советских Социалистических Республик | Нападающий             | 21 марта 1931    |
| Виктор Маркин    | Союз Советских Социалистических Республик | Нападающий             | 2 ноября 1934    |
| В. Дмитриев      | Союз Советских Социалистических Республик | Нападающий             | -                |
| В. Травкин       | Союз Советских Социалистических Республик | Нападающий             | -                |
| А. Иванов        | Союз Советских Социалистических Республик | Нападающий             | -                |